# Grönländische Fußballmeisterschaft 2017
Die Grönländische Fußballmeisterschaft 2017 war die 55. Spielzeit der Grönländischen Fußballmeisterschaft.
Meister wurde zum ersten Mal IT-79 Nuuk.

## Teilnehmer
Von folgenden Mannschaften ist die Teilnahme an der Meisterschaft bekannt. Teilnehmer der Schlussrunde sind fett.
- Terianniaq-58 Upernavik Kujalleq
- G-44 Qeqertarsuaq
- N-48 Ilulissat
- Kugsak-45 Qasigiannguit
- T-41 Aasiaat
- Ippernaq-53 Kangaatsiaq
- S-68 Sisimiut
- Kâgssagssuk Maniitsoq
- B-67 Nuuk
- IT-79 Nuuk
- NÛK
- N-85 Narsaq
- K-33 Qaqortoq
- Siuteroĸ Nanortalik

## Modus
Die Mannschaften wurden für die Qualifikationsrunde in vier Gruppen eingeteilt. Die besten sieben Mannschaften qualifizierten sich für die Schlussrunde. Gastgeber G-44 Qeqertarsuaq war automatisch qualifiziert. Die acht Mannschaften wurden in der Schlussrunde wie üblich in zwei Gruppen eingeteilt. Anschließend folgte die Halbfinals und die Platzierungsspiele.

## Ergebnisse

### Qualifikationsrunde

#### Nordgrönland
Terianniaq-58 Upernavik Kujalleq qualifizierte sich für die Schlussrunde.

#### Diskobucht
Die Spiele fanden in Qeqertarsuaq statt.
| Pl. | Verein                  | Sp. | S | U | N | Tore    | Punkte |
| --- | ----------------------- | --- | - | - | - | ------- | ------ |
| 1.  | Kugsak-45 Qasigiannguit | 3   | 2 | 0 | 1 | 010:500 | 06     |
| 2.  | N-48 Ilulissat          | 3   | 2 | 0 | 1 | 007:300 | 06     |
| 3.  | Ippernaq-53 Kangaatsiaq | 3   | 1 | 0 | 2 | 004:700 | 03     |
| 4.  | T-41 Aasiaat            | 3   | 1 | 0 | 2 | 004:100 | 03     |

| Datum         |                         | Ergebnis |                         |
| ------------- | ----------------------- | -------- | ----------------------- |
| 14. Juli 2017 | Kugsak-45 Qasigiannguit | 7:1      | T-41 Aasiaat            |
| 14. Juli 2017 | Ippernaq-53 Kangaatsiaq | 0:4      | N-48 Ilulissat          |
| 15. Juli 2017 | Kugsak-45 Qasigiannguit | 2:1      | Ippernaq-53 Kangaatsiaq |
| 15. Juli 2017 | T-41 Aasiaat            | 2:0      | N-48 Ilulissat          |
| 16. Juli 2017 | Kugsak-45 Qasigiannguit | 1:3      | N-48 Ilulissat          |
| 16. Juli 2017 | Ippernaq-53 Kangaatsiaq | 3:1      | T-41 Aasiaat            |

#### Mittelgrönland
| Pl. | Verein                | Sp. | S | U | N | Tore    | Punkte |
| --- | --------------------- | --- | - | - | - | ------- | ------ |
| 1.  | B-67 Nuuk             | 4   | 3 | 1 | 0 | 026:500 | 10     |
| 2.  | IT-79 Nuuk            | 4   | 3 | 0 | 1 | 017:800 | 09     |
| 3.  | Kâgssagssuk Maniitsoq | 4   | 2 | 0 | 2 | 020:130 | 06     |
| 4.  | NÛK                   | 4   | 1 | 1 | 2 | 013:600 | 04     |
| 5.  | S-68 Sisimiut         | 4   | 0 | 0 | 4 | 004:480 | 0      |

| Datum         |                       | Ergebnis |                       | Ort  |
| ------------- | --------------------- | -------- | --------------------- | ---- |
| 17. Juli 2017 | NÛK                   | 1:2      | Kâgssagssuk Maniitsoq | Nuuk |
| 17. Juli 2017 | S-68 Sisimiut         | 01:12    | B-67 Nuuk             | Nuuk |
| 18. Juli 2017 | NÛK                   | 0:1      | IT-79 Nuuk            | Nuuk |
| 18. Juli 2017 | Kâgssagssuk Maniitsoq | 0:6      | B-67 Nuuk             | Nuuk |
| 19. Juli 2017 | NÛK                   | 10:10    | S-68 Sisimiut         | Nuuk |
| 19. Juli 2017 | Kâgssagssuk Maniitsoq | 2:4      | IT-79 Nuuk            | Nuuk |
| 20. Juli 2017 | NÛK                   | 2:2      | B-67 Nuuk             | Nuuk |
| 20. Juli 2017 | S-68 Sisimiut         | 00:10    | IT-79 Nuuk            | Nuuk |
| 21. Juli 2017 | Kâgssagssuk Maniitsoq | 16:2     | S-68 Sisimiut         | Nuuk |
| 21. Juli 2017 | B-67 Nuuk             | 6:2      | IT-79 Nuuk            | Nuuk |

#### Südgrönland
| Pl. | Verein              | Sp. | S | U | N | Tore | Punkte |
| --- | ------------------- | --- | - | - | - | ---- | ------ |
| 1.  | K-33 Qaqortoq       | 2   | ? | ? | ? | ?:?  | ?      |
| 2.  | Siuteroĸ Nanortalik | 2   | ? | ? | ? | ?:?  | ?      |
| 3.  | N-85 Narsaq         | 2   | ? | ? | ? | ?:?  | ?      |

| Datum         |                     | Ergebnis |                     | Ort      |
| ------------- | ------------------- | -------- | ------------------- | -------- |
| 21. Juli 2017 | Siuteroĸ Nanortalik | ?:?      | N-85 Narsaq         | Qaqortoq |
| 22. Juli 2017 | K-33 Qaqortoq       | ?:?      | N-85 Narsaq         | Qaqortoq |
| 23. Juli 2017 | K-33 Qaqortoq       | ?:?      | Siuteroĸ Nanortalik | Qaqortoq |

K-33 Qaqortoq wurde disqualifiziert, sodass Siuteroĸ Nanortalik in die Schlussrunde aufrückte.

### Schlussrunde

#### Vorrunde
Die Spiele fanden in Qeqertarsuaq statt.
Gruppe A
| Pl. | Verein                  | Sp. | S | U | N | Tore    | Punkte |
| --- | ----------------------- | --- | - | - | - | ------- | ------ |
| 1.  | B-67 Nuuk               | 3   | 3 | 0 | 0 | 009:100 | 09     |
| 2.  | IT-79 Nuuk              | 3   | 1 | 1 | 1 | 011:500 | 04     |
| 3.  | Kugsak-45 Qasigiannguit | 3   | 1 | 1 | 1 | 007:500 | 04     |
| 4.  | Siuteroĸ Nanortalik     | 3   | 0 | 0 | 3 | 001:170 | 0      |

| Datum        |                         | Ergebnis |                     |
| ------------ | ----------------------- | -------- | ------------------- |
| 6. Aug. 2017 | B-67 Nuuk               | 1:0      | IT-79 Nuuk          |
| 6. Aug. 2017 | Kugsak-45 Qasigiannguit | 3:0      | Siuteroĸ Nanortalik |
| 7. Aug. 2017 | Kugsak-45 Qasigiannguit | 1:2      | B-67 Nuuk           |
| 7. Aug. 2017 | IT-79 Nuuk              | 8:1      | Siuteroĸ Nanortalik |
| 8. Aug. 2017 | B-67 Nuuk               | 6:0      | Siuteroĸ Nanortalik |
| 8. Aug. 2017 | Kugsak-45 Qasigiannguit | 3:3      | IT-79 Nuuk          |

Gruppe B
| Pl. | Verein                           | Sp. | S | U | N | Tore    | Punkte |
| --- | -------------------------------- | --- | - | - | - | ------- | ------ |
| 1.  | N-48 Ilulissat                   | 3   | 2 | 1 | 0 | 025:700 | 07     |
| 2.  | G-44 Qeqertarsuaq                | 3   | 2 | 1 | 0 | 012:400 | 07     |
| 3.  | Kâgssagssuk Maniitsoq            | 3   | 1 | 0 | 2 | 008:160 | 03     |
| 4.  | Terianniaq-58 Upernavik Kujalleq | 3   | 0 | 0 | 3 | 004:220 | 0      |

| Datum        |                                  | Ergebnis |                       |
| ------------ | -------------------------------- | -------- | --------------------- |
| 5. Aug. 2017 | Terianniaq-58 Upernavik Kujalleq | 0:5      | G-44 Qeqertarsuaq     |
| 5. Aug. 2017 | Kâgssagssuk Maniitsoq            | 3:9      | N-48 Ilulissat        |
| 6. Aug. 2017 | G-44 Qeqertarsuaq                | 3:0      | Kâgssagssuk Maniitsoq |
| 6. Aug. 2017 | Terianniaq-58 Upernavik Kujalleq | 0:12     | N-48 Ilulissat        |
| 8. Aug. 2017 | G-44 Qeqertarsuaq                | 4:4      | N-48 Ilulissat        |
| 8. Aug. 2017 | Terianniaq-58 Upernavik Kujalleq | 4:5      | Kâgssagssuk Maniitsoq |

#### Platzierungsspiele
Halbfinale
| Datum         |                   | Ergebnis  |            | Ort          |
| ------------- | ----------------- | --------- | ---------- | ------------ |
| 10. Aug. 2017 | G-44 Qeqertarsuaq | 1:2       | B-67 Nuuk  | Qeqertarsuaq |
| 10. Aug. 2017 | N-48 Ilulissat    | 3:4 n. V. | IT-79 Nuuk | Qeqertarsuaq |

Spiel um Platz 7
| Datum         |                        | Ergebnis |                                  | Ort          |
| ------------- | ---------------------- | -------- | -------------------------------- | ------------ |
| 11. Aug. 2017 | Siuteroĸ-43 Nanortalik | 8:2      | Terianniaq-58 Upernavik Kujalleq | Qeqertarsuaq |

Spiel um Platz 5
| Datum         |                         | Ergebnis |                       | Ort          |
| ------------- | ----------------------- | -------- | --------------------- | ------------ |
| 11. Aug. 2017 | Kugsak-45 Qasigiannguit | 1:0      | Kâgssagssuk Maniitsoq | Qeqertarsuaq |

Spiel um Platz 3
| Datum         |                   | Ergebnis |                | Ort          |
| ------------- | ----------------- | -------- | -------------- | ------------ |
| 12. Aug. 2017 | G-44 Qeqertarsuaq | 2:1      | N-48 Ilulissat | Qeqertarsuaq |

Finale
| Datum         |           | Ergebnis        |            | Ort          |
| ------------- | --------- | --------------- | ---------- | ------------ |
| 12. Aug. 2017 | B-67 Nuuk | 2:2 (2:4 i. E.) | IT-79 Nuuk | Qeqertarsuaq |